# 松田翔太
松田 翔太（まつだ しょうた、1985年〈昭和60年〉9月10日 - ）は、日本の俳優。東京都杉並区出身。オフィス作所属。

## 略歴
1985年9月10日、俳優の松田優作と女優の松田美由紀の次男として生まれる。4歳の時に父・松田優作を亡くす。兄の松田龍平も俳優、妹のゆう姫（ユウキ）はエレクトロニックユニット「Young Juvenile Youth」のボーカル。妻はモデルの秋元梢。
2005年、スペシャルドラマ『ヤンキー母校に帰る〜旅立ちの時 不良少年の夢』で俳優デビュー。同年、少女漫画原作のドラマ『花より男子』の西門総二郎役で人気を得る。2006年には映画『陽気なギャングが地球を回す』で映画デビュー。
2007年、ドラマ『LIAR GAME』で連続ドラマで初主演して注目を集め、同年映画『ワルボロ』で映画初主演。
2008年、『篤姫』で14代将軍徳川家茂役でNHK大河ドラマ初出演。2009年、『名探偵の掟』に主演で出演。
2014年2月14日、所属事務所を同年2月21日付で研音から母の松田美由紀が代表取締役を務めるオフィス作に移籍することが両事務所から発表された。
2015年、CM総合研究所が発表した「2014年度CM好感度ランキング」の男性部門で第1位を獲得。
2018年4月25日、モデルの秋元梢と結婚したことを発表。

## 人物
- 趣味は登山とスキー。インターナショナル・スクール出身。
- 少年時代、サッカーの海外留学でイタリアセリエAのサンプドリアのユースチームに所属していた[6]。
- 17歳から2年間、イギリス・ロンドンの美術系の専門学校に留学した経験を持っており、英語が堪能。
- 上記の通り、少年時代にイタリア、青年時代にイギリスに住んでいたことがあるため、外国語が堪能である。ドラマ『花より男子』の撮影中には当時大学生だった井上真央に英語を教えたりしていた。
- チョコレートが好きな反面、エビフライやコロッケなどの揚げ物が苦手。
- 綺麗好きで、掃除がストレス発散になるという。
- バイク好きでドゥカティ社の「Superbike 1198S Corse Special Edition」という大型車を愛車にしている[7]。

## 受賞歴
2006年
- 第16回日本映画批評家大賞 新人賞（『長い散歩』）[8]

2007年
- 第62回毎日映画コンクール スポニチグランプリ新人賞（『ワルボロ』）

2008年
- 第21回石原裕次郎新人賞 （『イキガミ』他）

2009年
- 第32回日本アカデミー賞 新人俳優賞 （『イキガミ』）[9]
- エランドール賞 新人賞 （『花より男子ファイナル』他）[10]

2015年
- 2015 55th ACC CM FESTIVAL・クラフト賞 フィルム部門 演技賞 （CM『au（英雄）三太郎シリーズ』）[11]）

## 出演
主演作品は役名を太字で表示

### 映画
- 長い散歩（2006年12月16日、キネティック） - ワタル（旅の青年） 役
- ワルボロ（2007年9月8日、東映） - 主演・板谷幸一（コーちゃん） 役
- 花より男子F（2008年6月28日、東宝） - 西門総二郎 役
- イキガミ（2008年9月26日、東宝） - 主演・藤本賢吾 役
- SOUL RED 松田優作（2009年11月6日、ファントム・フィルム）[12]
- LIAR GAME The Final Stage（2010年3月6日、東宝） - 主演・秋山深一 役（戸田恵梨香とのダブル主演）
  - LIAR GAME -再生-（2012年3月3日）
- ケンタとジュンとカヨちゃんの国（2010年6月12日、リトルモア） - 主演・ケンタ 役
- スマグラー -おまえの未来を運べ-（2011年10月22日、ワーナー・ブラザース映画） - 警官A 役
- ハードロマンチッカー（2011年11月26日、東映） - 主演・グー 役
- アフロ田中（2012年2月18日、ショウゲート） - 主演・田中広 役
- スイートプールサイド（2014年6月14日、松竹メディア事業部） - 太田光彦 役[13]
- イニシエーション・ラブ（2015年5月23日、東宝） - 主演・鈴木 役[14]
- ディアスポリス -DIRTY YELLOW BOYS-（2016年9月3日、東映） - 主演・久保塚早紀 役[15]
- オーバー・フェンス（2016年9月17日、東京テアトル） - 代島和久 役[16][17]
- 東京喰種 トーキョーグール【S】（2019年7月19日、松竹） - 月山習 役
- 一度死んでみた（2020年3月20日、松竹） - 藤井 役[18]
- 望み（2020年10月9日、KADOKAWA）- 内藤重彦 役[19]

### テレビドラマ
- ヤンキー母校に帰る〜旅立ちの時 不良少年の夢（2005年3月27日、TBS） - 高橋紀之 役
- 花より男子（TBS） - 西門総二郎 役
  - 花より男子（2005年10月21日 - 12月16日）
  - 花より男子2（リターンズ）（2007年1月5日 - 3月16日）
  - 花のち晴れ〜花男 Next Season〜 第10話・最終話（2018年6月19日・26日）
- ある愛の詩（2006年3月27日、TBS） - 七瀬拓海 役
- トップキャスター（2006年4月17日 - 6月26日、フジテレビ） - 伊賀俊平 役
- レガッタ〜君といた永遠〜（2006年7月14日 - 9月8日、朝日放送 / テレビ朝日） - 八木聖也 役
- LIAR GAME シリーズ（フジテレビ） - 主演・秋山深一 役（戸田恵梨香とのダブル主演）
  - LIAR GAME season1（2007年4月14日 - 6月23日）
  - LIAR GAME season2（2009年11月10日 - 2010年1月19日）
- 女帝（2007年7月13日 - 9月14日、朝日放送 / テレビ朝日） - 伊達直人 役
- 鹿鳴館（2008年1月5日、テレビ朝日） - 清原久雄 役
- 薔薇のない花屋（2008年1月14日 - 3月24日、フジテレビ） - 工藤直哉 役
- 大河ドラマ（NHK総合） 
  - 篤姫 第23話 - 最終話（2008年6月8日 - 12月14日） - 徳川家茂 役
  - 平清盛 第9話 - 最終話（2012年3月4日 - 12月23日） - 後白河天皇 役
  - 西郷どん（2018年） - 一橋慶喜 / 徳川慶喜 役[20]
- ラブシャッフル（2009年1月16日 - 3月20日、TBS） - 世良旺次郎 役
- 名探偵の掟（2009年4月17日 - 6月19日、テレビ朝日） - 主演・天下一大五郎 役
- 月の恋人〜Moon Lovers〜（2010年5月10日 - 7月5日、フジテレビ） - 蔡風見 役
- 流れ星（2010年10月18日 - 12月20日、フジテレビ） - 神谷凌 役
- ドン★キホーテ（2011年7月9日 - 9月24日、日本テレビ） - 主演・城田正孝 役（高橋克実とのダブル主演）
- 潜入探偵トカゲ（2013年4月18日 - 6月20日、TBS） - 主演・織部透（トカゲ） 役[21]
- 海の上の診療所（2013年10月14日 - 12月23日、フジテレビ） - 主演・瀬崎航太 役
- 宮本武蔵（2014年3月15日 - 16日、テレビ朝日） - 吉岡清十郎 役
- ここにある幸せ（2015年1月16日、NHK福岡） - 主演・立川浩幸 役[22]
- ディアスポリス 異邦警察 （2016年4月13日 - 6月15日、毎日放送 / TBS系） - 主演・久保塚早紀 役[15]
- 家売るオンナの逆襲（2019年1月9日 - 3月13日、日本テレビ） - 留守堂謙治 役
- ムチャブリ! わたしが社長になるなんて （2022年1月12日 - 3月16日、日本テレビ） -  浅海寛人 役[23]
- THE TRUTH（2023年12月6日 - 12月27日、テレビ東京） - 主演・松田翔太（本人） 役[24]

### WEBドラマ
- ファイナルライフ -明日、君が消えても-（2017年9月8日 - 、Amazonプライム・ビデオ） - 主演・川久保稜 役（テミンとのダブル主演）[25]
- SICK'S 〜内閣情報調査室特務事項専従係事件簿〜 - 主演・高座宏世 役（木村文乃とのダブル主演）
  - SICK'S 恕乃抄 〜内閣情報調査室特務事項専従係事件簿〜（2018年4月1日 - 8月11日、Paravi）[26]
  - SICK'S 覇乃抄 〜内閣情報調査室特務事項専従係事件簿〜（2019年3月22日 - 5月17日、Paravi）
  - SICK'S 厩乃抄 〜内閣情報調査室特務事項専従係事件簿〜（2019年9月15日 - 11月9日、Paravi）

### ラジオドラマ
- BITS & BOBS TOKYO（J-WAVE）
  - 雨音（2021年5月7日）
  - 残念なしりとり（2021年5月14日）
  - 踏切のむこうへ（2021年5月21日）
  - あっち側の男（2021年5月28日）

### CM
- サントリー（2002年）
- 資生堂 MAQuillAGE（2006年）
- 日本メナード化粧品 薬用ビューネ（2007年6月 - 2010年5月） - 3代目ビューネ君
- ソニー Cyber-shot（2007年9月 - 2008年8月）
- サントリー
  - プロテインウォーター（2009年3月 - 2011年2月）
  - BOSS ハーフ&ハーフ（2011年3月 - 2011年5月）
  - 企業CM 「上を向いて歩こう」 / 「見上げてごらん夜の星を」（2011年4月）
  - なっちゃん（2012年2月 - 2013年2月）
  - ザ・プレミアム・モルツ <香るエール> （2016年） [27]
- カプコン 逆転検事（2009年5月28日 - ） - イメージキャラクター
- シック・ジャパン シック・クアトロ4チタニウム（2009年5月 - 2010年10月）
- UHA味覚糖 e-maのど飴（2009年9月 - 2011年2月）
- SoftBank 白戸家 連続CM小説 「一乗谷にて。〜白戸家の故郷の夏〜」 （2010年8月 - 2012年1月） - 新しいおじいちゃん 役
- マンダム GATSBY（2012年3月 - ）[28][29][30]
- パナソニック Let's note（2012年10月 - ）[31]
- オークリージャパン TRAINING WEAR（2013年2月 - ）[32]
- キリンビール 氷結 ストロング（2014年3月 - ）[33]
- トヨタ自動車 スペイド Jack（2014年4月）[34]
- 明治 キシリッシュ（2014年8月 - ）[35]
- KDDI「au三太郎シリーズ」（2015年1月 - ） - 桃太郎（桃ちゃん）役
- KINTO（2019年7月 - ）
- オープンハウス（2021年1月 - ）[36]
- Coincheck（2021年9月20日 - ）

### ゲーム
- 龍が如く 見参!（2008年3月6日、SEGA） - 佐々木小次郎（声） 役